# لویال گریگز
لویال گریگز (انگلیسی: Loyal Allen Griggs؛ ۱۵ اوت ۱۹۰۶ – ۶ مهٔ ۱۹۷۸) یک مدیر فیلم‌برداری اهل ایالات متحده آمریکا بود.

## جوایز
وی برنده جوایزی همچون جایزه اسکار بهترین فیلمبرداری شده‌است.

## بخشی از فیلمشناسی
- کریسمس سفید (فیلم) (۱۹۵۴)
- ما فرشته نیستیم (فیلم ۱۹۵۵) (۱۹۵۵)
- ده فرمان (فیلم ۱۹۵۶) (۱۹۵۶)
- آن احساس مطمئن (۱۹۵۶)
- ستاره حلبی (فیلم) (۱۹۵۷)
- دختران! دختران! دختران! (۱۹۶۲)